# 874

## Nașteri
- iunie: Eduard cel Bătrân Fost rege al Angliei (d. 924)
- dată necunoscută: Constantin al II-lea al Scoției  (d. 952)
- dată necunoscută: Fruela al II-lea de Asturia  (d. 925)

## Decese
- Unruoch al III-lea de Friuli, margraf de Friuli din 863 (n.c. 840)